# مايك براون (لاعب كرة قدم أمريكية)
مايك براون (بالإنجليزية: Mike Brown)‏ هو لاعب كرة قدم أمريكية أمريكي، ولد في 9 فبراير 1989 في شارلوتسفيل في الولايات المتحدة.

## وصلات خارجية
- مايك براون (لاعب كرة قدم أمريكية) على موقع مرجع كرة القدم المحترفة.كوم (الإنجليزية)